# Слободчиков, Иван Фёдорович
Иван Федорович Слободчиков (27 марта 1905 года — 5 июля 1994 года) — советский писатель и поэт, лесничий. Член Союза писателей БАССР (1965). Участник Великой Отечественной войны.

## Биография
Иван Федорович Слободчиков родился 27 марта 1905 года в деревне Каслинского района Челябинской области.
В 1921 году вступил в ряды членов ВЛКСМ и поехал по комсомольской путевке учиться на лесовода в Сарапульский сельскохозяйственный техникум.
Получив образование, в 1937 году он уехал в БАССР работать лесничим. Работал в Учалинском районе БАССР таксатором, инженером, директором лесхоза, заместителем председателя райсовета, председателем райсовета Зилаирского района БАССР.
В годы Великой Отечественной войны Слободчиков служил в Забайкальском военном округе, принимал участие в войне с Японией. После демобилизации вернулся в Башкирию, где почти до пенсии работал в п. Зилаире председателем райисполкома.
Первые свои стихи в 20-х годах он печатал в сарапульских газетах «На смену» и «Красное Прикамье», позже — в «Комсомольской правде», в коллективных сборниках в Москве и Ленинграде.
Первую книгу рассказов «Горят костры» он издал в 1962 году. Позднее написал книги рассказов «Подснежники», повесть «Кош-Елга», «Самородный ключик», «Дом с зелеными ставнями», «Июнь — пора горячая», романы «Большие поляны», «Время надежды». Последней его книгой была «Облака над Суренью» (1988).

## Произведения
Книги рассказов «Первая ступень» (1980), «Разговор о счастье»(1982), «Такое светлое утро»(1985)
Романы «Большие поляны» (1980), «Время надежды».